# Saliocleta nubila
Saliocleta nubila är en fjärilsart som beskrevs av Sergius G. Kiriakoff 1962. Saliocleta nubila ingår i släktet Saliocleta och familjen tandspinnare. Inga underarter finns listade.